# Monument a les Víctimes del Terrorisme a Israel
El Monument a les Víctimes del Terrorisme a Israel (en hebreu אנדרטת חללי פעולות האיבה, Andartat Halalei Pe'ulot HaEiva) és un monument a les víctimes del terrorisme des de 1851 en endavant a Israel. El monument està situat al Cementiri Nacional Civil de l'Estat d'Israel al Mont Herzl, a la ciutat de Jerusalem. El monument inclou els noms de les persones jueves i no jueves que han estat assassinades en actes de terrorisme.

## Galeria

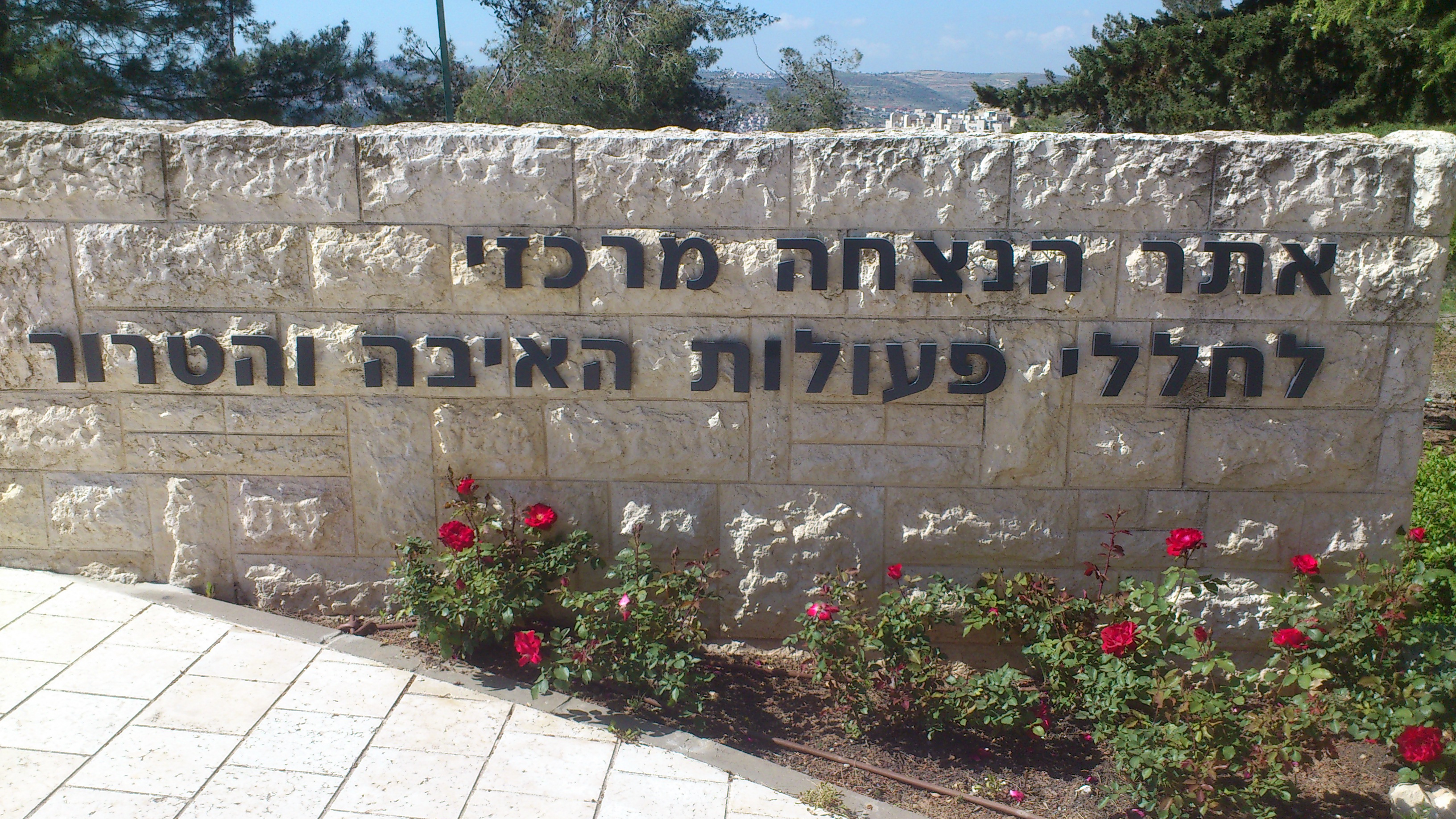
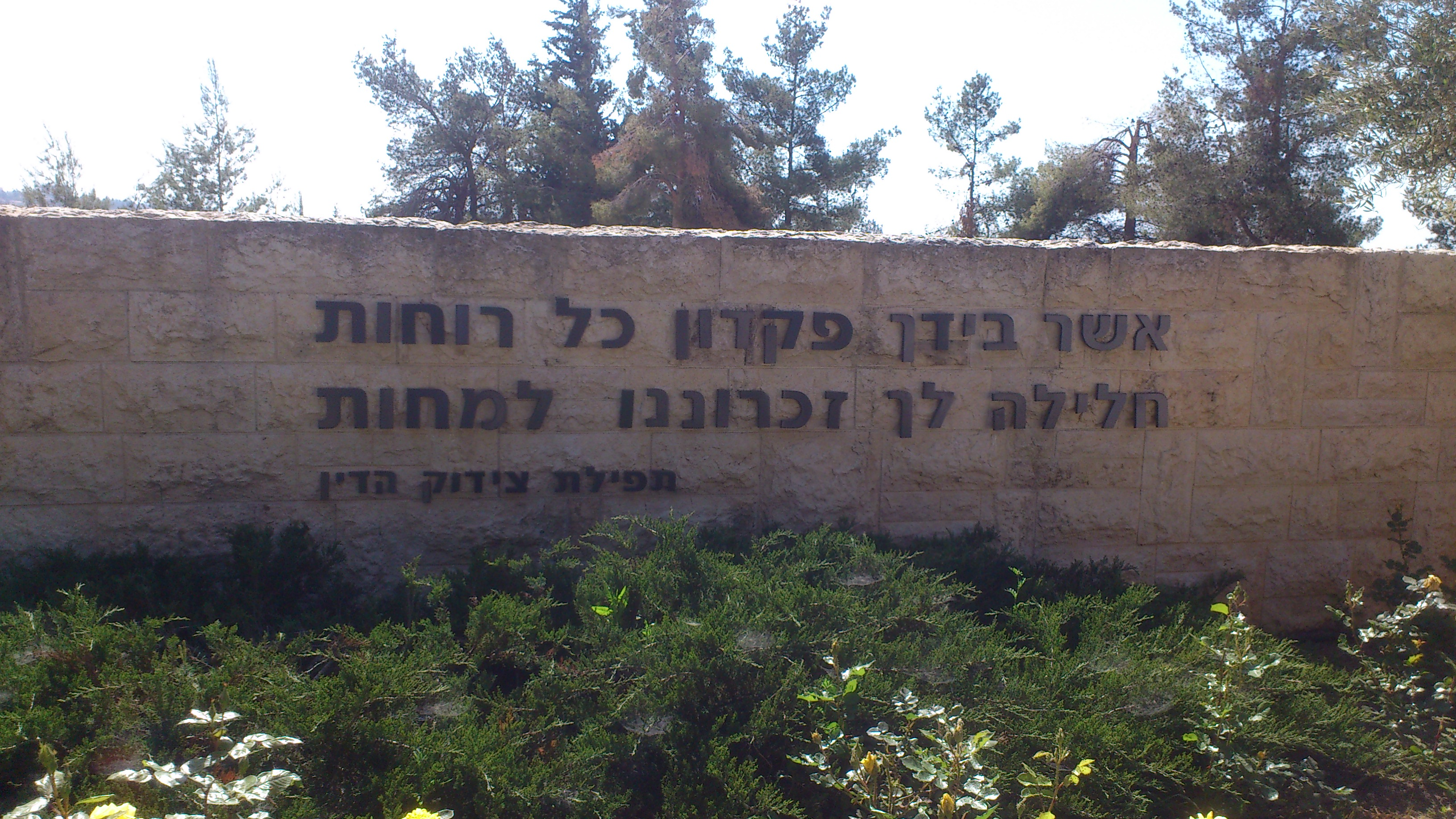
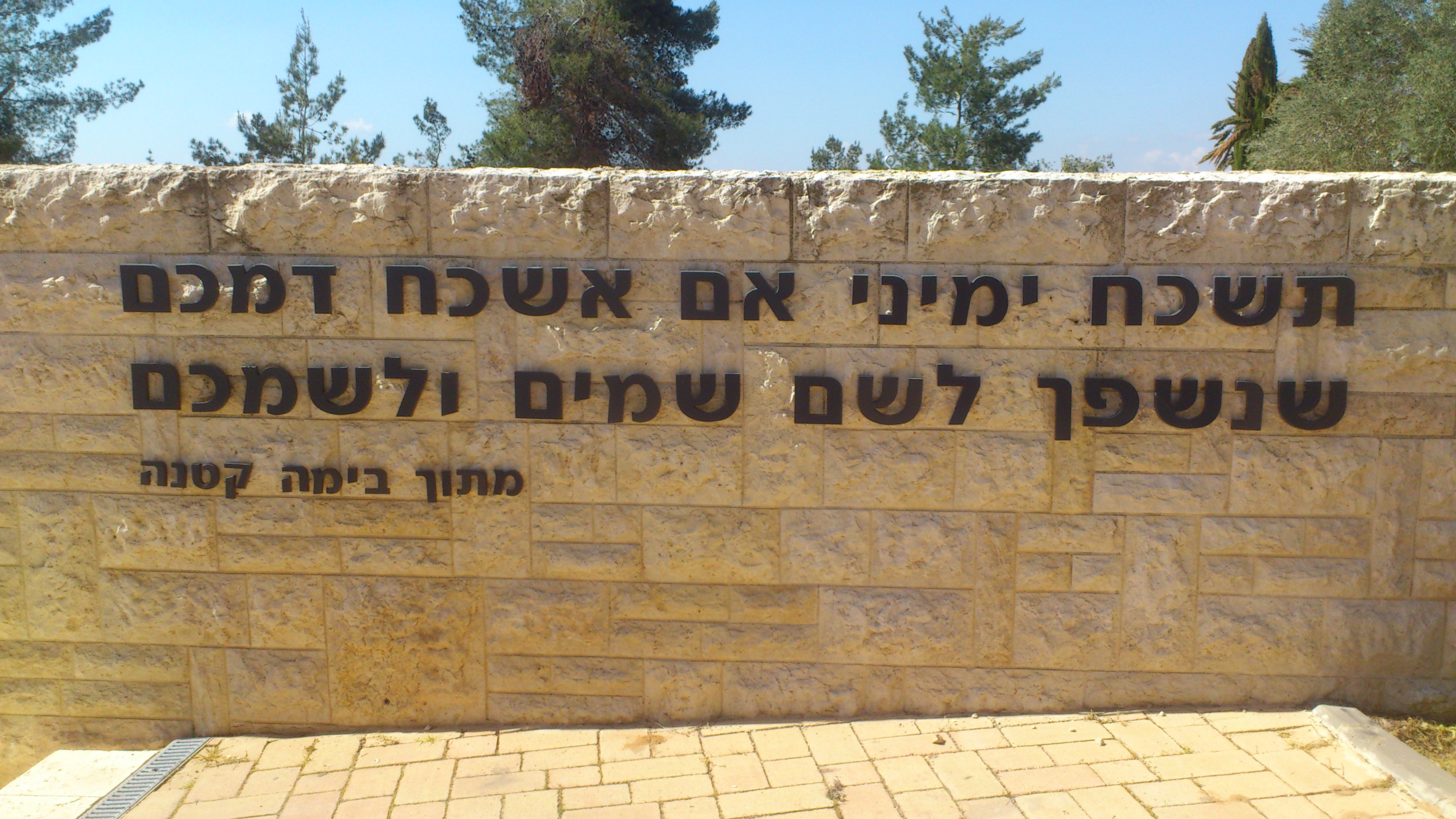
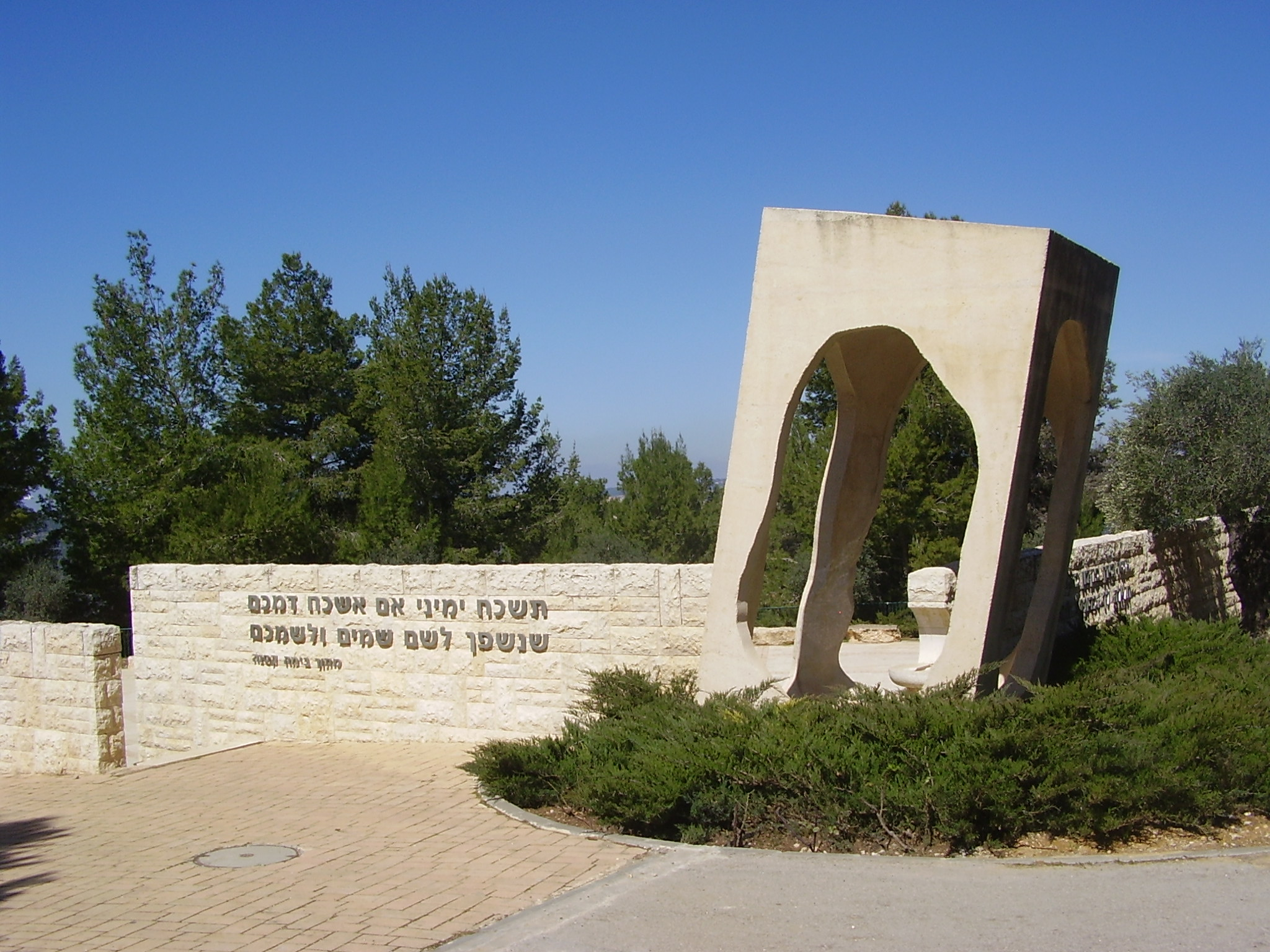
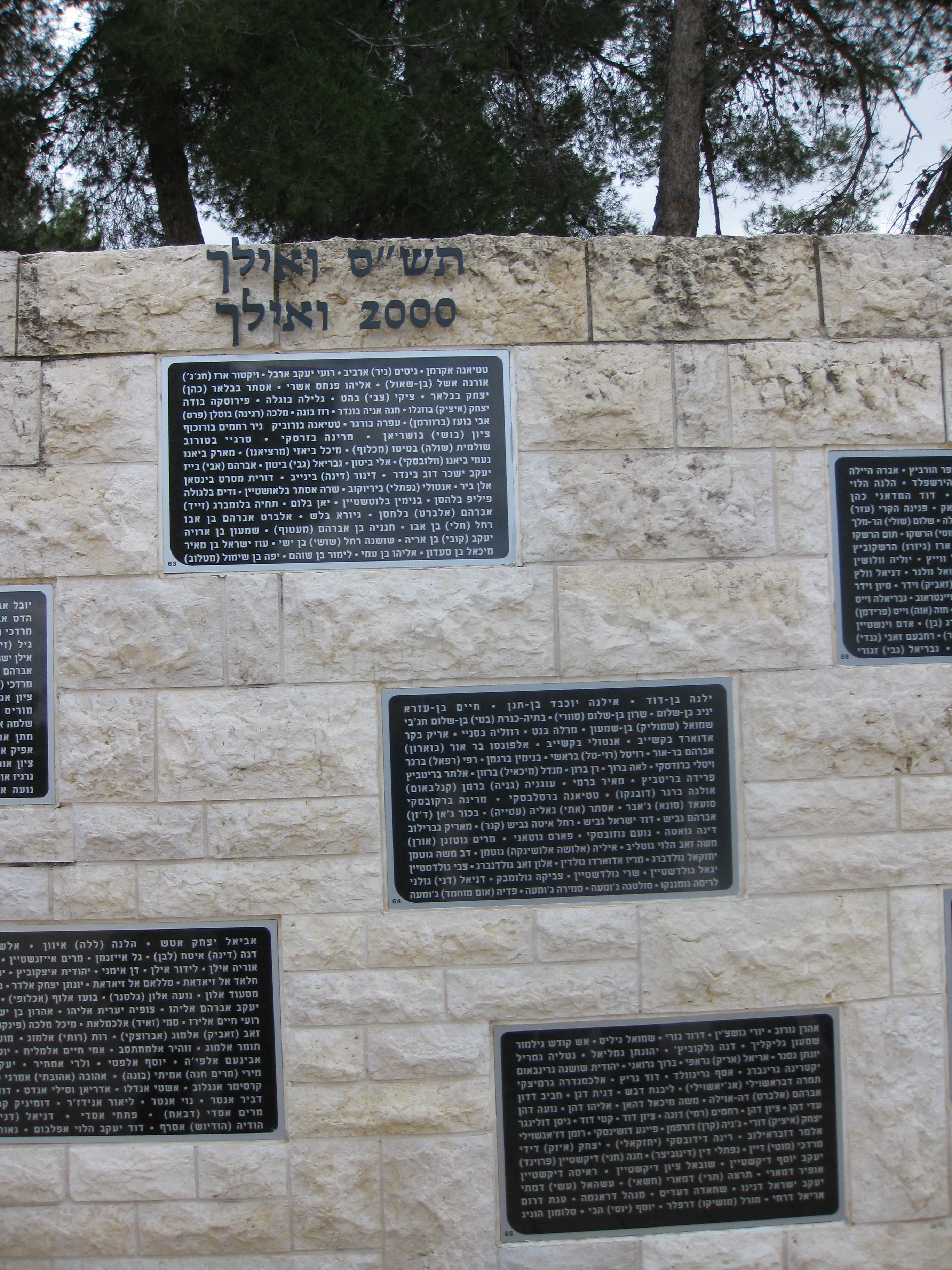